# Wylkowe
Wylkowe (ukrainisch Вилкове; russisch Вилково Wilkowo, rumänisch Vâlcov) ist eine Stadt auf der ukrainischen Seite des Donaudeltas am Kilijaarm. Die Stadt liegt in der Oblast Odessa im Rajon Ismajil an der Grenze zu Rumänien und ist der letzte besiedelte Punkt vor der Mündung dieses Donauarmes ins Schwarze Meer.
Hier befindet sich auch die Verwaltung des ukrainischen Donaudelta-Biosphärenreservats, einem UNESCO-Weltnaturerbe. Seit dem 13. April 2007 gehört die Siedlung Bile auf der Schlangeninsel östlich der Stadt im Schwarzen Meer zu Wylkowe.

## Geografie mit Namensherkunft und Geschichte

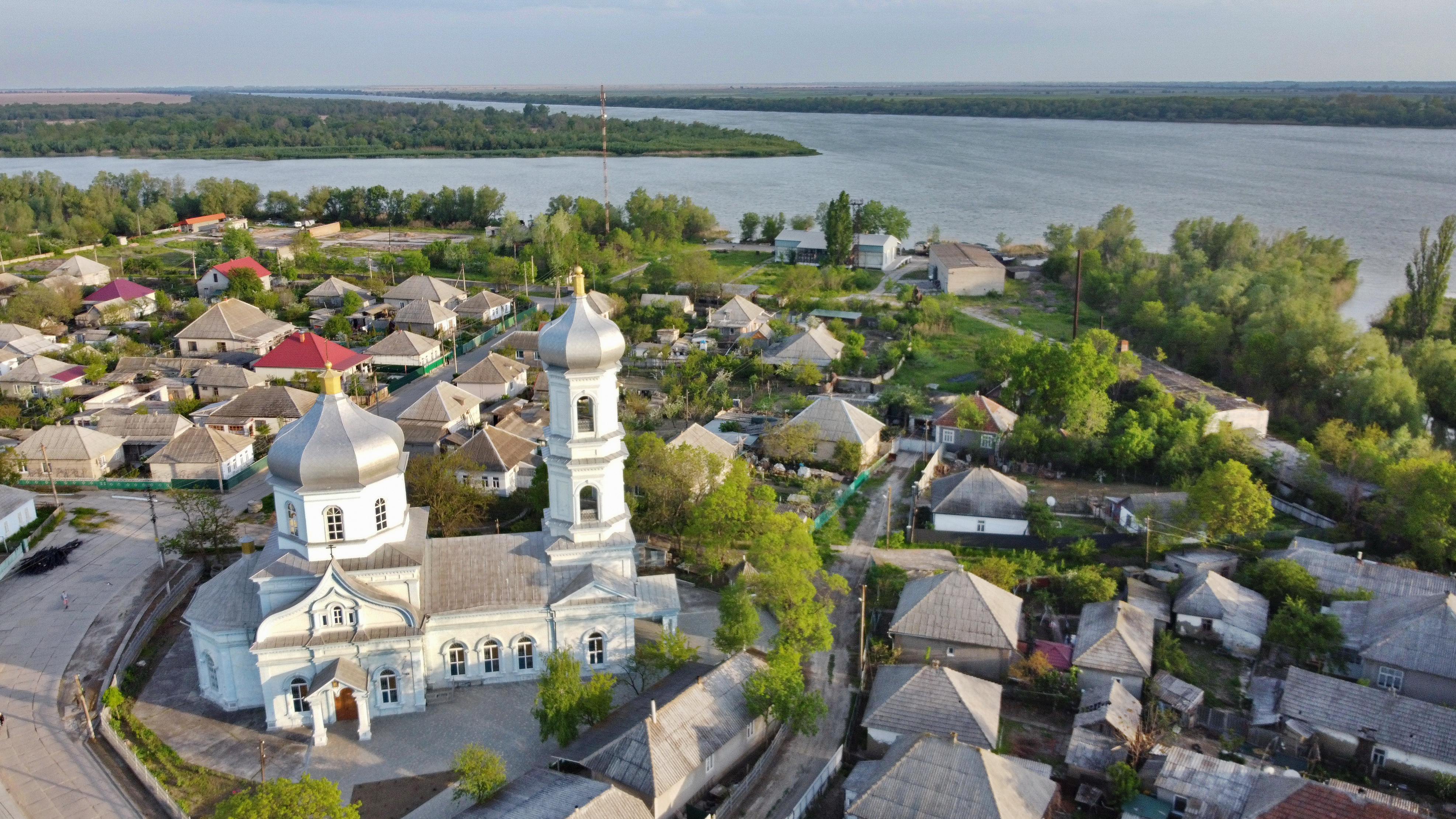
Blick auf den Ort

Die Stadt befindet sich auf einer Fläche, die die drei Donau-Mündungsarme Kilija, Otschakowskoje und Belgorodnistrowski umfasst, und bildet eine Gabel (ukrainisch „vilka“). Die ersten Bewohner waren Lipowaner.
Im unteren Teil des Donau-Deltas, das ursprünglich zum Osmanischen Reich gehörte, siedelten sich bis zur Mitte des 18. Jh. flüchtige Donkosaken, Saporoger Kosaken und altgläubige orthodoxe Christen (Lipowaner) an, die aus religiösen Gründen vom russischen Zaren politisch verfolgt wurden. Der Ort wurde 1746 gegründet, 1762 erhielt er das Stadtrecht. Er gehörte zeitweilig, beispielsweise zwischen 1918 und 1940 und 1941–1944, zu Rumänien. Am Ende des Zweiten Weltkriegs wurde Wylkowe Teil der Ukrainischen Sowjetrepublik der UdSSR.

## Stadtgliederung und Sehenswürdigkeiten

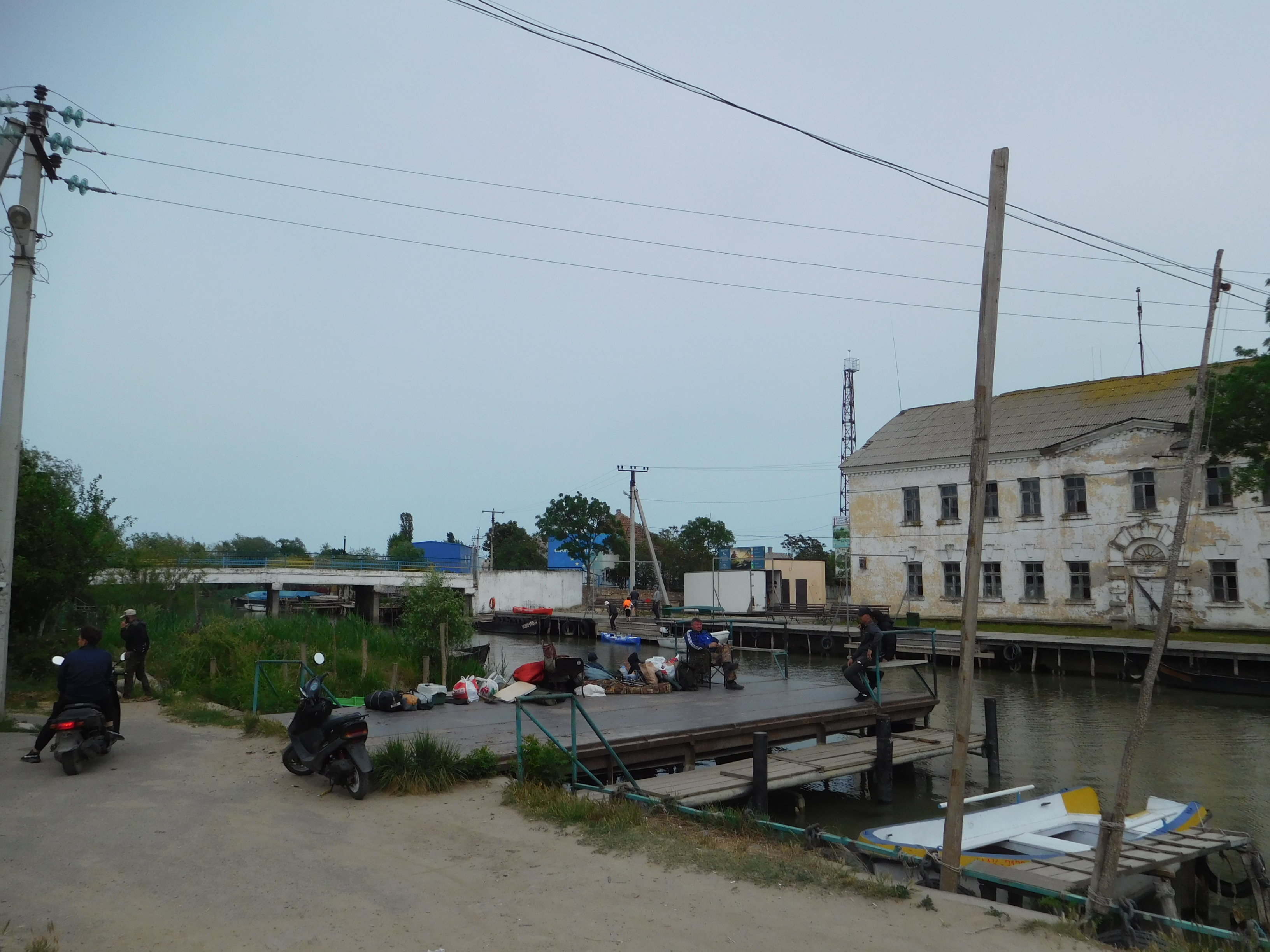
Blick in den Hafen

Zusammen mit den natürlichen Durchflüssen des Deltas und künstlich gegrabenen Kanälen zur Anlage von Inseln wurde Wylkowe in das einheitliche Wassersystem der natürlichen Donaugräben hineingebaut. Die Kanäle nehmen bis zu 45 Prozent der Stadtfläche ein, wodurch Boote zu wichtigen Verkehrsmitteln in der Stadt wurden. Durchschnittlich kommen noch heute zwei Boote auf jeden Einwohner. Wegen der unterschiedlichen Wasserstände gibt es zwischen einigen Grundstücken auch Bretterwege auf Pfählen. An der Hauptstraße befinden sich ein Kinotheater, das Rathaus und zwei Denkmale: ein Lenin-Denkmal und ein Fischerdenkmal (2004 enthüllt). Insgesamt gibt es in der Stadt drei Kirchen, zwei Nikolaus-Kirchen, die zu Ehren des Schutzheiligen Nikolaus von Myra errichtet wurden, und die Christi-Geburts-Kirche.
Östlich der Stadt liegt der Bystre-Kanal. Wegen ihrer Wasserlage wird die Stadt auch als „ukrainisches Venedig“ bezeichnet.

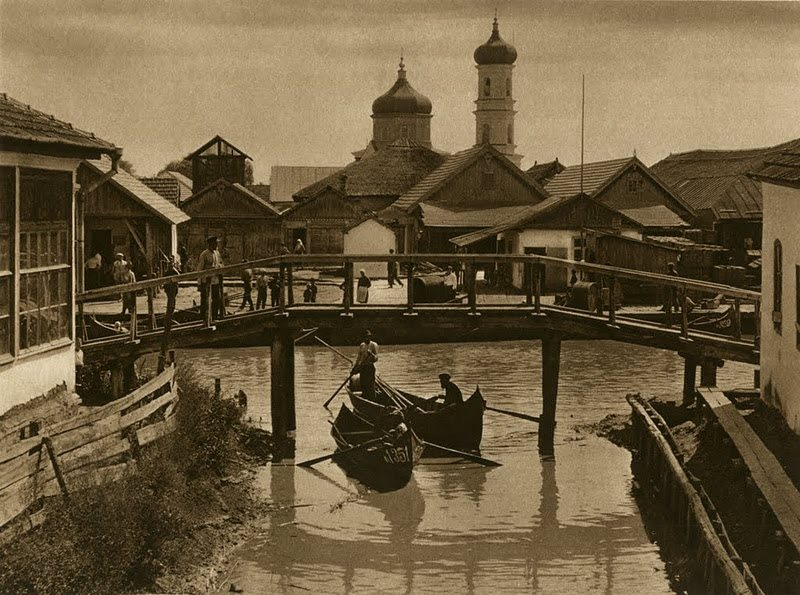
Überschwemmungen durch Donauhochwasser im Ort im Jahre 1933

## Wirtschaft
Haupternährungszweig ist der Fischfang, deshalb gibt es an der Hauptstraße auch ein Fischer-Denkmal. Darüber hinaus spielen der Eigenanbau von Obst und Gemüse sowie inzwischen der Tourismus und der Bootsbau eine wichtige Rolle. Die typischen Wylkowe-Boote entstanden zuerst als Nachbau von Kosakenbooten. Diese wurden als Kampfschiffe verwendet und waren mit zwei Bugen ausgestattet, damit sie nicht gedreht werden mussten. Die Form wurde beibehalten und dient heute unter der Bezeichnung Heringsboot den Fischern.

## Freundschaft mit Furtwangen
Im Jahr 2017 besuchte eine Delegation aus Furtwangen im Schwarzwald als Vertreter von der Donauquelle die Gemeinde Wylkowe an der Donaumündung. Die Gemeinderäte beschlossen ein Memorandum der Freundschaft. Ein Gegenbesuch erfolgte 2018 an der Donauquelle in Furtwangen. Bei einer gemeinsamen Situationsanalyse 2019 in Wylkowe wurde die partnerschaftliche Zusammenarbeit vertieft und erste gemeinsame Projekte begonnen. Der Start war Ende 2019 die Ausrüstung des städtischen Kindergartens mit einer Solaranlage.

## Verwaltungsgliederung
Am 18. Juli 2017 wurde die Stadt zum Zentrum der neugegründeten Stadtgemeinde Wylkowe (Вилківська міська громада/Wylkiwska miska hromada), zu dieser zählen auch noch die Dörfer Desantne, Myrne und Nowomykolajiwka und die Ansiedlung Bile, bis dahin bildete sie zusammen mit der Ansiedlung Bile die gleichnamige Stadtratsgemeinde Wylkowe (Вилківська міська рада/Wylkiwska miska rada) im Südosten des Rajons Kilija.
Am 12. Juni 2020 kam noch das Dorf Prymorske zum Gemeindegebiet.
Seit dem 17. Juli 2020 ist sie ein Teil des Rajons Ismajil.
Folgende Orte sind neben dem Hauptort Wylkowe Teil der Gemeinde:
| Name                     | Name           | Name                             | Name                              |
| ukrainisch transkribiert | ukrainisch     | russisch                         | rumänisch (früher deutsch)        |
| ------------------------ | -------------- | -------------------------------- | --------------------------------- |
| Bile                     | Біле           | Белое (Beloje)                   | -                                 |
| Desantne                 | Десантне       | Десантное (Desantnoje)           | Galilești                         |
| Myrne                    | Мирне          | Мирное (Mirnoje)                 | Caracica                          |
| Nowomykolajiwka          | Новомиколаївка | Новониколаевка (Nowonikolajewka) | Regele-Ferdinand (Friedrichsdorf) |
| Prymorske                | Приморське     | Приморское (Primorskoje)         | Jibrieni                          |